# Ajnata Kaundinya
Pour les articles homonymes, voir Kaundinya.
Ajnata Kaundinya (IAST : Ājñātakauṇḍinya, Pali : Aññātakokondañña) est le premier moine bouddhiste, et le premier aussi des disciples du Bouddha à avoir atteint le nirvana.
Disciple du Bouddha Shakyamuni, faisant partie d'une troupe de cinq ascètes, il fut celui qui, en entendant son premier enseignement à Sarnath, localité proche de Varanasi, en Inde, vers le VIe (ou Ve) siècle avant notre ère, sortit de la vie des souffrances (dukkha). À l'origine Ajnata Kaundinya était un brahmane.

## Dans leSutra du Lotus
Dans le chapitre VIII du Sūtra du Lotus, intitulé « La prophétie de l’illumination à cinq cents disciples », Kaundinya est l'un des cinq cents arhat qui souhaiteraient recevoir une prophétie d’illumination. Shakyamuni la leur délivre : Kaundinya est le premier de ceux qui atteindront l’anuttara-samyak-sambodhi et deviendront des bouddhas désignés du même nom de Samantaprabhāsa[réf. souhaitée]. Il regrette avec les autres l’erreur d’avoir été prêt à se «contenter d’une sagesse insignifiante» alors qu’ils étaient «capables de parvenir à la sagesse de l’Ainsi-venu » : comme l’ami fortuné de la parabole du joyau dans la doublure du vêtement (dans le Sutra du Lotus), le Bouddha, lorsqu’il était encore un bodhisattva, les avait instruits et convertis en leur insufflant «la détermination de rechercher la sagesse omnisciente». Ils avaient oublié tout cela au bout de quelque temps, ils étaient devenus indifférents et ignorants en se contentant du peu qui se présentait. L’Honoré du monde les éveille et les rend conscients de l’inestimable trésor qu’ils possèdent,.
Après sa crémation, le Bouddha mit ses cendres dans un reliquaire[réf. nécessaire].